# Jasen Mesić
Jasen Mesić (Zagabria, 11 giugno 1972) è un politico croato, ministro della cultura del governo Kosor tra il 2010 e il 2011.
| Controllo di autorità | VIAF (EN) 305593692 · ISNI (EN) 0000 0004 2148 7604 · LCCN (EN) n2018071694 · GND (DE) 105494573X |